# Ørkenen på Anholt
Ørkenen på Anholt er et område på Anholt i Kattegat, hvor landskabet har en ørkenagtig karakter med klitter og strandvolde med ingen eller sparsom plantevækst. Den dækker størstedelen af øen og blev fredet i 1938 . Her findes smukke klitter og lange strande. I ørkenen gror spredt bevoksning af for eksempel hjelme, marehalm, revling, gøgeurt, ulvefod, pors og evighedsblomst. Om sommeren arrangeres ørkenvandringer. Man kan naturligvis også begive sig ud på egen hånd.
Totten, den yderste spids af ørkenen, er totalfredet grundet de mange sæler, som hvert år yngler her. Man kan se sælerne fra Anholt Fyr.
De vestligste 20 pct. af Anholt består af et bakket morænelandskab, som er en almindelig landskabstype, der for eksempel kan minde om Mols Bjerge. I kontrast hertil står de østlige 80 pct. af øen, Ørkenen, der består af ret flad, hævet havbund, som ind imellem er afbrudt af lave bakker, der er dannet af vindblæste klitter. Kun de vestlige 20 pct. af øen med bakkelandskabet er beboet. De 80 pct., Ørkenen, er et fredet, hovedsageligt træløst, naturområde.
"Ørkenen" udgør 80 pct. af Anholt.
Det specielle er, at Ørkenen aldrig har været opdyrket, og derfor aldrig er pløjet. Af samme grund er den oprindelige topografi, landskabets konturer, fra den gang istiden forlod området for 10.000 år siden, bevaret mange steder, modsat i resten af Danmark, hvor årtiers pløjning har udvisket landskabernes finere konturer.
På Anholt kan man eksempelvis stadig se detaljerne i gamle kystlinjer, der nu ligger inde i landet, og stammer fra forskellige epoker efter istiden med skiftende vandstand og landhævning. Det upløjede landskab på Anholt er en unik landskabsform i Danmark, såvel som i Europa. Ørkenen er dog ikke en rigtig ørken, da nedbørmængden er for stor, selvom Anholt er et af de mest regnfattige områder i Danmark. Det meste af området ville formentlig springe i skov, hvis ikke der blev foretaget aktiv trærydning ind i mellem. I 1995-96 blev omfattende områder i den sydlige del af Ørkenen ryddet for klitfyr. Snarere end en ørken, er området en strandvoldsslette. Således er Ørkenen præget af bevoksning med mange arter af lav, såsom rensdyrlav, og er dermed en såkaldt lav-hede.
Ørkenen har formentligt været dækket af fyrreskov frem til slutningen af 1500-tallet, hvor driften af fyret, baseret på et træfyret bål, på øens nordøstlige spids har gjort sit indhug i skoven. Sidenhen er der blevet dannet klitter, der ved sandflugt har bidraget til den nuværende topografi, som i dag fastholdes af en vegetation af hjælme, græsser og laver, samt spredte enebær og revling.

## Eksterne kilder og henvisninger
1. ↑  Om fredningen på fredninger.dk

- Fredningskendelse
- Om Ørkenen og fredningen hos Danmarks Naturfredningsforening

56°42′N 11°35′Ø / 56.700°N 11.583°Ø